# Overload (Sugababes)
Overload è il singolo d'esordio del gruppo musicale pop britannico Sugababes, pubblicato l'11 settembre 2000 dall'etichetta discografica London.
La canzone, scritta dalle tre componenti (Mutya Buena, Keisha Buchanan e Siobhán Donaghy) insieme a Jony Rockstar, Felix Howard, Paul Simm e Cameron McVey e prodotta da quest'ultimo, è stata la prima estratta come singolo dall'album d'esordio del gruppo, One Touch. Il singolo conteneva un remix, una versione strumentale della canzone e la b-side Lush Life.

## Tracce e formati
CD-Maxi (London 8573-85235-2)
1. Overload (Original Edit) - 4:35
2. Lush Life - 4:41 (Ron Tom)
3. Overload (Capoeira Remix - Vocal Version) - 8:06
4. Overload (Instrumental) - 4:19

## Classifiche
| Classifica (2000) | Posizione raggiunta |
| ----------------- | ------------------- |
| Nuova Zelanda     | 2                   |
| Germania          | 3                   |
| Austria           | 3                   |
| Svizzera          | 5                   |
| Regno Unito       | 6                   |
| Norvegia          | 12                  |
| Irlanda           | 15                  |
| Paesi Bassi       | 20                  |
| Svezia            | 21                  |
| Australia         | 27                  |
| Belgio (Vallonia) | 32                  |
| Belgio (Fiandre)  | 38                  |